# The Black Mamba
The Black Mamba — португальская группа. Представили Португалию в мае на Евровидении-2021 с песней «Love Is on My Side».

## Карьера
В мае 2010 года началась музыкальная карьера группы. Её основателями стали Педру Татанка, Чиру Круз и Мигель Кашаиш. Название The Black Mamba характеризует стиль самой группы.
Первый альбом был довольно успешным и уже год группа приняла участие в некоторых международных фестивалях в таких городах, как Луанда, Мадрид, Сан-Паулу и Филадельфия. Через четыре года после выхода первого альбома был выпущен второй, работа над которым велась по обе стороны океана — в Лиссабоне и Нью-Йорке. В 2015 году был организован международный тур, в рамках которого группа получила право выступать на многих фестивалях. По возвращении Чиро Круз, один из основателей, покинул группу.
В 2018 году вышел их третий альбом. Во время продвижения группа выступала в Амстердаме, где они познакомились с женщиной, которая рассказала им о своей тяжелой судьбе, сказав, что «любовь всегда на их стороне». Это фраза вдохновила Педру Татанку на написание песни «Love is on my Side», с которой группа одержала победу на Festival da Canção 2021. Они заняли второе место как в голосовании профессионального жюри, так и в зрительском голосовании, чего было достаточно для победы.

## Дискография

### Альбомы
| Название             | Информация                                                              | Позиция в чартах |
| Название             | Информация                                                              | ПОР              |
| -------------------- | ----------------------------------------------------------------------- | ---------------- |
| The Black Mamba      | - Релиз: 2010 - Формат: CD, цифровая дистрибуция - Лейбл: Farol Música  | —                |
| Dirty Little Brother | - Релиз: 2014 - Формат: CD, цифровая дистрибуция - Лейбл: Farol Música  | 15               |
| The Mamba King       | - Релиз: 2018 - Формат: CD, цифровая дистрибуция - Лейбл: La Resistance | 5                |

### Синглы
| Название                                    | Год  | Альбом               |
| ------------------------------------------- | ---- | -------------------- |
| «If I Ain’t You»                            | 2012 | The Black Mamba      |
| «Wonder Why» (совместно с Aurea)            | 2014 | Dirty Little Brother |
| «Canção de mim mesmo» (совместно с Boss Ac) | 2016 | Н/А                  |
| «I Wanna Be With You»                       | 2017 | Н/А                  |
| «Believe»                                   | 2018 | The Mamba King       |
| «Love Is on My Side»                        | 2021 | Н/А                  |

С другими артистами
| Название                                               | Год  | Альбом |
| ------------------------------------------------------ | ---- | ------ |
| «Beautiful Lie» (Light Gun Fire feat. The Black Mamba) | 2020 | Н/А    |